# Rue Bodenbroek

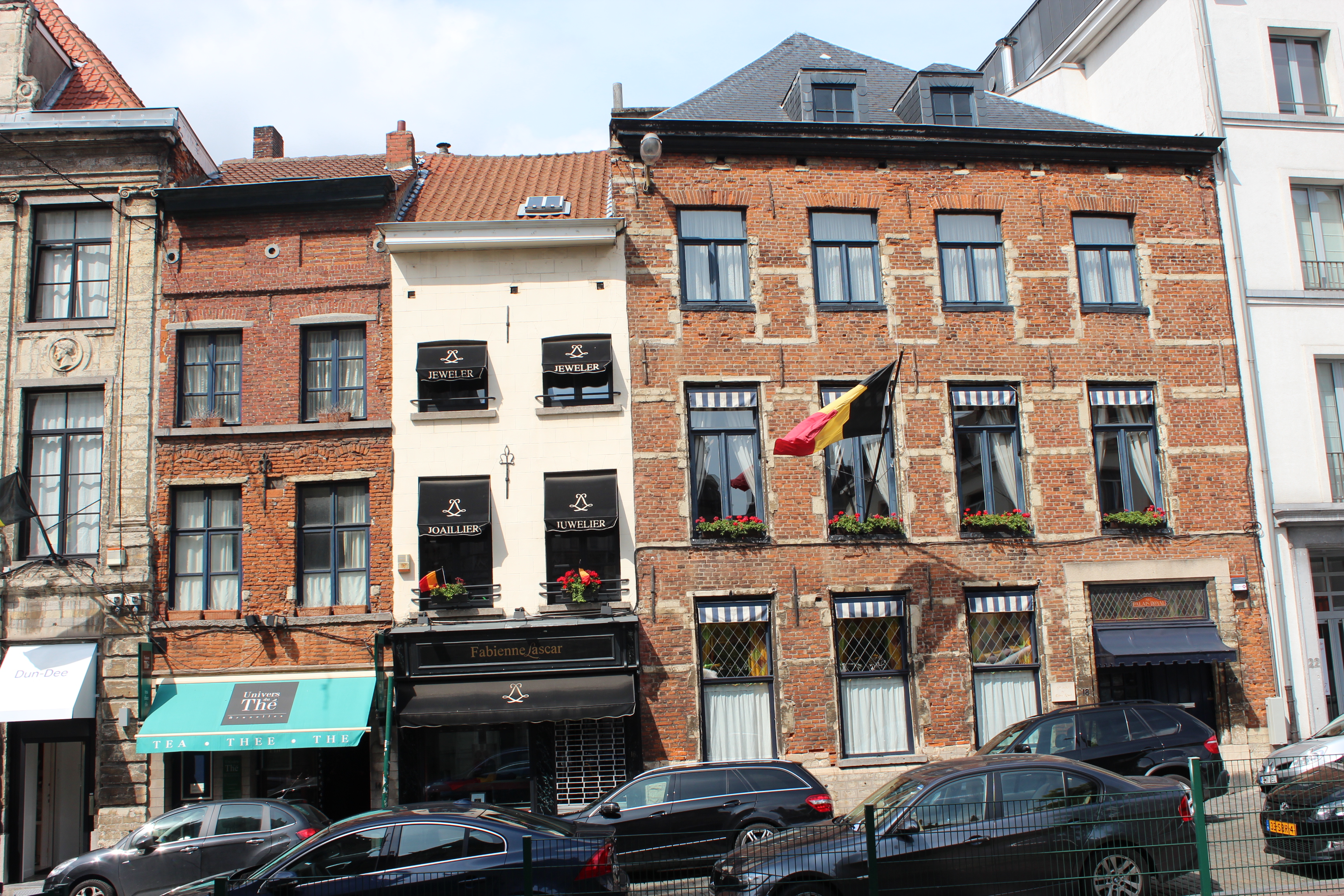
Rue Bodenbroek, les numéros 14, 16, 18-20.

La rue Bodenbroek, est une voie bruxelloise qui part de la place du Grand Sablon et se termine rue des Petits Carmes, en longeant le chevet de l'église Notre-Dame du Sablon.
Elle faisait jadis partie de la section 4 de la ville de Bruxelles. Premier quartier, dit de la Cour.
Son cours est brisé par la rue de la Régence construite en 1827.
Les maisons du côté droit de sa partie inférieure ont été démolies de 1878 à 1880 afin de dégager les abords de l'église du Sablon selon les idées urbanistiques de cette époque.
Malgré l'amputation de nombreuses maisons, cette rue conserve quelques bâtiments anciens allant du XVIIe au XIXe siècle sur son flanc gauche inférieur.

## Maisons remarquables

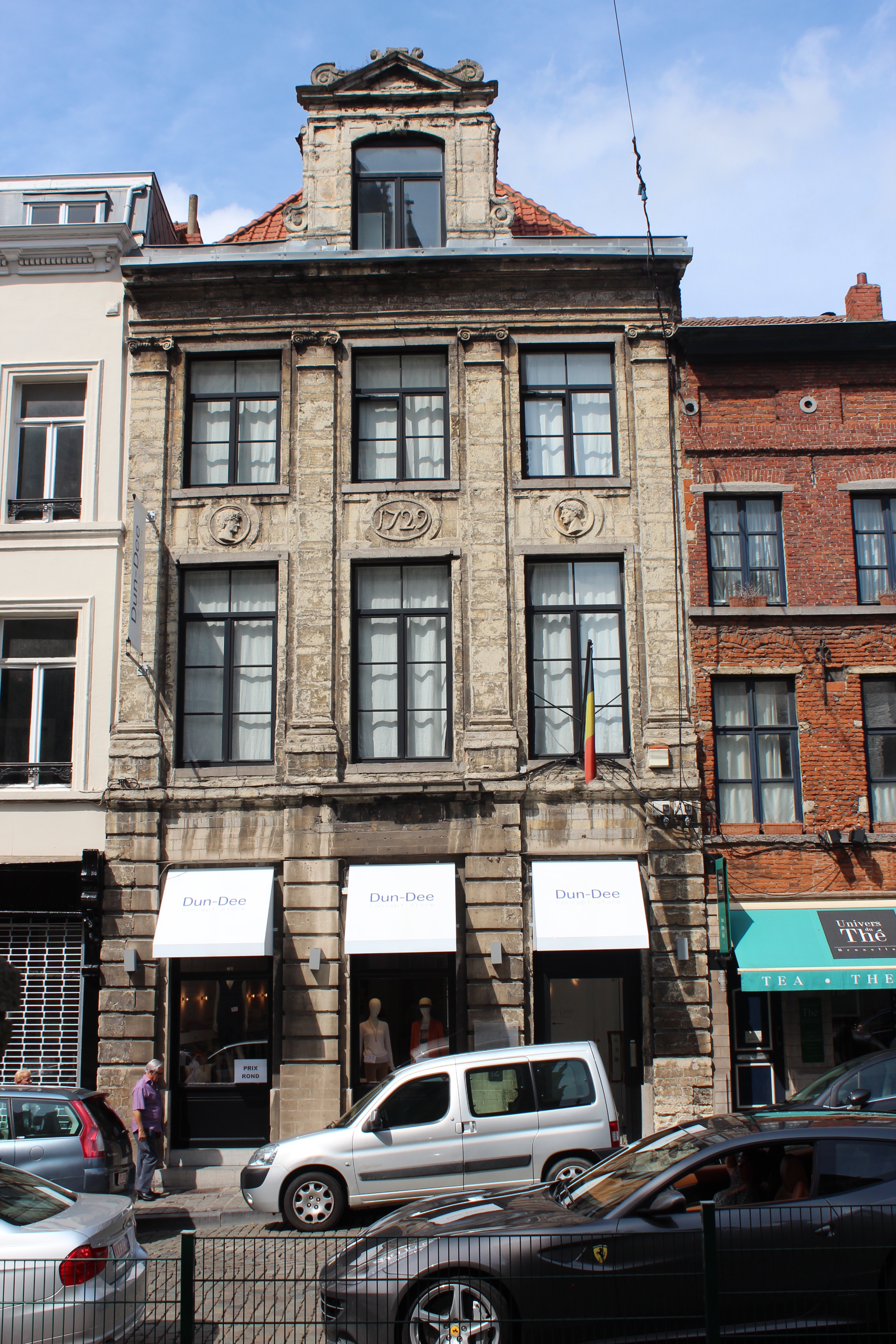
Rue Bodenbroek, n° 12, maison de pierre datée de 1729.

- n° 2 : ancien refuge de l'abbaye d'Aywiers de 1671 à 1787.
- n° 4 : ancien hôtel de Robiano, démoli en 1983-1985.
- n° 6 : presbytère depuis 1878, ancienne maison de maître du XVIIe siècle.
- n° 12 : maison de pierre blanche datée de 1729.
- n° 14 et 16 : deux maisons remontant au XVIIe siècle et ayant eu jadis un noyau commun.
- N° 18 : maison en brique et pierre blanche datant du XVIIe siècle et remaniée en profondeur au XVIIIe siècle, avec caves voûtées en berceau. Il s'y trouvait jadis le Café du Palais royal devenu le restaurant L'Écailler du Palais royal[1] fondé en 1967 par Marcel Kreusch, important restaurateur de l'après guerre, repreneur aussi en 1953 du restaurant la Villa Lorraine dont il était maître d'hôtel depuis l'âge de 22 ans et dont il fit une maison de bouche renommée[2].

## Domonymie
Les archives mentionnent le nom pittoresque de nombreuses maisons :
- n° 165 (ancien numéro dans la section 4), maison "Heylighen Geest", au coin de la rue des Quatre fils Aymon[4].
- n° 214, maison "O.L.V. van Saevele".
- n° 217, maison "Heylighen Louisius"
- n° 221, refuge de l'abbaye d'Aywiers.

## Habitants notables
- Au numéro 1, habitait (1857), M. de Crampagna, avocat à la Cour de Cassation.
- Au numéro 3, habitait (1857) Isidore Van Overloop, avocat[5].

## Fonds d'archive
- WIJCKBOECKEN : Archives de l'État à Anderlecht, André Vanrie, Inventaire des archives du Bureau des annotations de Bruxelles (wijckboecken). Cote : T 75 Wijckboeken de Bruxelles